# トーキョーベイパイレーツ
Tokyo Next（トーキョー・ネクスト）は、日本モーターボート選手会東京支部所属に所属する競艇選手を応援することを目的に、ボートレース平和島が独自に行っているPR企画である。

## 概要
かつて日本モーターボート選手会東京支部では、特定選手（選出方法は後述参照）を指名・応援するPR企画を行っていた。しかし2016年、「『今日の自分よりも明日の自分』といった形で、更なる進化（発展）を遂げてほしい」ということから、東京支部所属の全選手を応援する企画とした。
PR企画の一環として、以下のような取り組みがなされている。
- ピットの上をはじめとする広告掲示（ピット上の広告は、グレードレース開催前は当該レースの告知がなされている場合もある。）
- 選手の顔写真、登録番号、氏名の掲示
- 特設ホームページの開設[1]：所属選手の成績、あっせん情報などが確認できる。特に平和島が推薦する「フレッシュルーキー（各レース場で２名ずつ推薦される、成績優秀な若手選手）」は、Tokyo Nextの筆頭として大々的に掲示される。

## 歴史
2007年5月、平和島競艇場が競艇のPR企画の一環として、東京支部に所属するA級選手11名が指名され結成。メンバーには各種イベントで着用する専用ジャージが与えられ、また広告では選手のバストアップ写真を多用するなどイメージアップを目指したものとなっている。
2009年5月、メンバーの一部入れ替えを行い「Tokyo Bay Pirates シーズン2」としてリニューアルを行なった。入れ替えにあたっては「平和島での過去2年の成績」「全国での過去2年の成績」「平和島でのスタート事故回数」「ファンによる投票」を取り入れた。
2011年、東京3場（江戸川・平和島・多摩川）で展開する「Tokyo Pirates(トーキョーパイレーツ)」に一新し、この「Tokyo Bay Pirates シーズン2」は展開終了となった。
2013年、T-SPLASH(トーキョー・スプラッシュ)を結成。女子選手7名を含む19名の選手が選抜された。また、この企画で初めて女子選手が選出され、今回は7名が選抜された。
2016年、Tokyo Nextを発足。現在に至る。

## 主な企画
Road to Grand Slam
メンバーによる「全国制覇」（一般戦・タイトル戦優勝）を目指す。2010年8月23日現在、シーズン1・2通じて優勝がないのは大村のみ（ただしメンバーによる『結成以前の優勝』は全レース場で達成済み）。

## メンバー

### Tokyo Bay Pirates

#### シーズン1（2007年5月～2009年4月）
| 登録番号 | 選手名     |
| -------- | ---------- |
| 3200     | 熊谷直樹   |
| 3340     | 池田雷太   |
| 3505     | 山田竜一   |
| 3590     | 濱野谷憲吾 |
| 3613     | 角谷健吾   |
| 3641     | 一瀬明     |
| 3857     | 阿波勝哉   |
| 3902     | 蜷川哲平   |
| 3966     | 作間章     |
| 3978     | 齊藤仁     |
| 4075     | 中野次郎   |

#### シーズン2（2009年5月～）
| 登録番号 | 選手名     |
| -------- | ---------- |
| 3200     | 熊谷直樹   |
| 3227     | 長岡茂一   |
| 3256     | 三角哲男   |
| 3590     | 濱野谷憲吾 |
| 3792     | 田中豪     |
| 3826     | 村田修次   |
| 3857     | 阿波勝哉   |
| 3940     | 飯山泰     |
| 3966     | 作間章     |
| 4075     | 中野次郎   |
| 4083     | 福島勇樹   |

### Tokyo Pirates
| 登録番号 | 選手名     |
| -------- | ---------- |
| 3200     | 熊谷直樹   |
| 3505     | 山田竜一   |
| 3590     | 濱野谷憲吾 |
| 3716     | 石渡鉄兵   |
| 3826     | 村田修次   |
| 3857     | 阿波勝哉   |
| 3940     | 飯山泰     |
| 3966     | 作間章     |
| 4075     | 中野次郎   |
| 4083     | 福島勇樹   |
| 4297     | 山田哲也   |

### T-SPLASH
| Team "S" | 登録番号 | 選手名                       |
| -------- | -------- | ---------------------------- |
| Team "S" | 3505     | 山田竜一（ユニットリーダー） |
| Team "S" | 3590     | 濱野谷憲吾                   |
| Team "S" | 3716     | 石渡鉄兵                     |
| Team "S" | 3857     | 阿波勝哉                     |
| Team "S" | 4075     | 中野次郎                     |
| Team "S" | 4519     | 市村沙樹                     |
| Team "Y" | 4266     | 長田頼宗                     |
| Team "Y" | 4335     | 若林将                       |
| Team "Y" | 4460     | 後藤翔之                     |
| Team "Y" | 4468     | 大池佑来                     |
| Team "Y" | 4608     | 荒井翔伍                     |
| Team "Y" | 4688     | 永井彪也                     |
| Team "L" | 4117     | 廣中智紗衣                   |
| Team "L" | 4286     | 平田さやか                   |
| Team "L" | 4484     | 稲生夏季                     |
| Team "L" | 4569     | 中澤宏奈                     |
| Team "L" | 4680     | 後藤美翼                     |
| Team "L" | 4690     | 高石梨菜                     |